# Pleometrosis

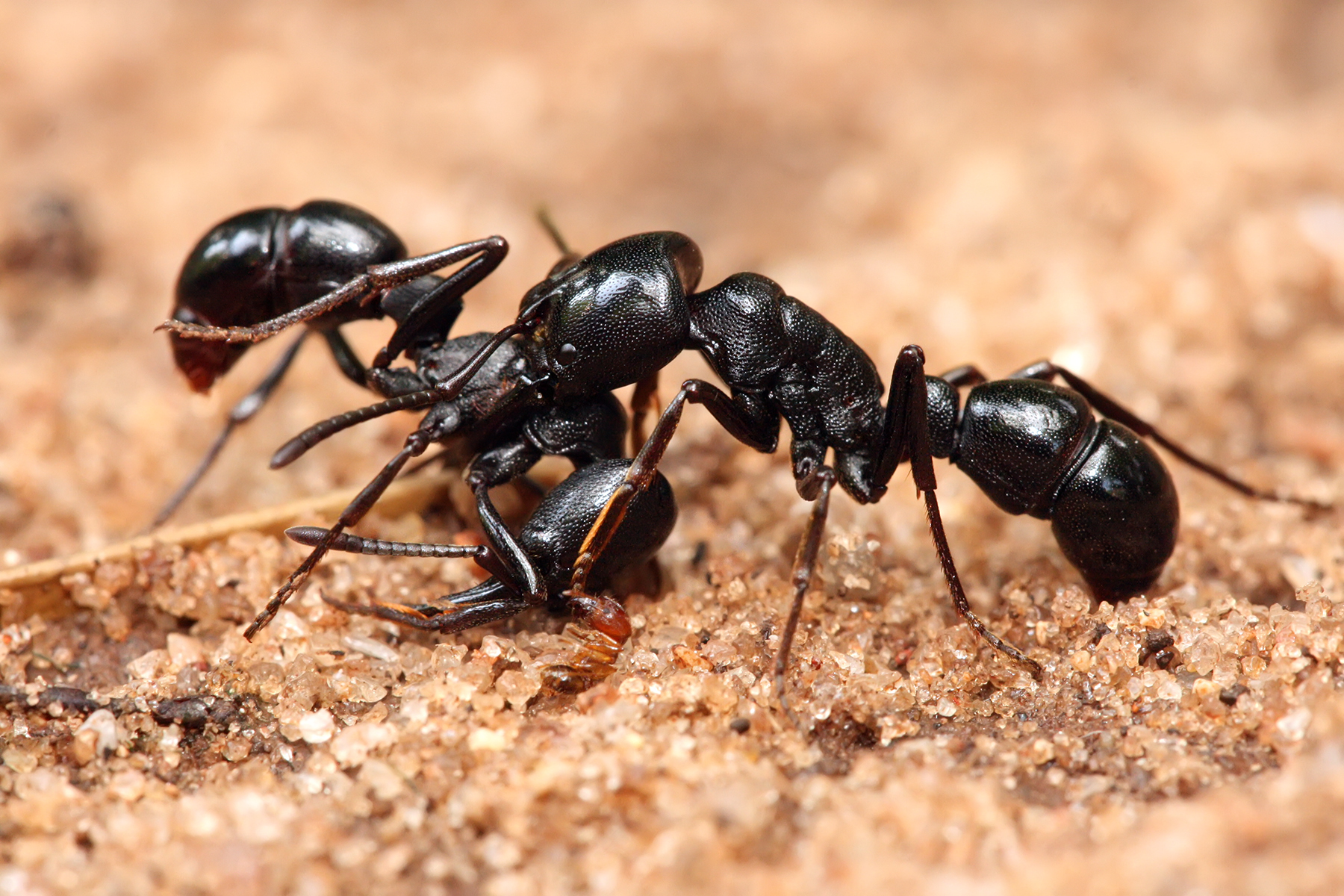
Plectroctena sp. ants

La pleometrosis es un comportamiento observado en los insectos sociales en el que la formación de colonias es iniciada por múltiples reinas principalmente por la misma especie de insecto. Este tipo de comportamiento se ha estudiado principalmente en hormigas, pero también se da en avispas, abejas y termitas.  
Este comportamiento es de gran interés para los científicos, sobre todo en hormigas y termitas, porque la formación de nidos suele ocurrir entre reinas que no están relacionadas, lo que descarta el argumento de la aptitud inclusiva como fuerza motriz de la pleometrosis, mientras que en otras especies, como las avispas y las abejas, las reinas cofundadoras suelen estar relacionadas.
La mayoría de las especies que practican la pleometrosis tras las fases iniciales de formación de colonias reducen el número de reinas de sus colonias a una reina dominante y matan o expulsan a las reinas supernumerarias.
Sin embargo, hay algunos casos en los que las colonias formadas por pleometrosis mantienen múltiples reinas durante más tiempo que las primeras etapas de crecimiento de la colonia.
Múltiples reinas pueden ayudar a acelerar una colonia a través de las primeras etapas de crecimiento de la colonia mediante la producción de una mayor población de hormigas obreras más rápido, lo que ayuda a competir con otras colonias en zonas de colonias densas. Sin embargo, la formación de colonias con múltiples reinas también puede causar la competencia dentro de la colonia entre las reinas, posiblemente disminuyendo la probabilidad de supervivencia de una reina en una colonia pleometrótica.

## Las presiones de selección causantes de la pleometrosis en las hormigas
La presión de selección impulsora que hace que las especies de hormigas formen colonias mediante pleometrosis parece ser la competencia entre colonias en zonas con alta densidad de éstas. Cuando una reina entra en una zona en la que quiere formar una colonia, puede haber una cantidad finita de recursos para alimentar a la colonia, lo que hace necesaria una intensa competencia y territorialidad por los recursos entre las colonias de hormigas.
Si la reina forma una colonia por su cuenta, tiene pocas probabilidades de sobrevivir, ya que otras colonias pueden producir obreras más rápido que ella o pueden haber superado ya las primeras fases de formación de la colonia. Formar la colonia por su cuenta también puede hacer que tenga que buscar comida para competir con otras colonias por el número de crías.
Sin embargo, si ella y varias reinas forman una colonia a través de la pleometrosis, pueden producir una mayor fuerza de hormigas obreras más rápidamente y llegar a una etapa reproductiva madura de crecimiento de la colonia más rápido, disminuyendo así las posibilidades de muerte debido a la competencia entre colonias. Se ha observado que las hormigas que forman colonias pleometróticas tienen un menor comportamiento de búsqueda de alimento, disminuyendo así su probabilidad de depredación.
Tener múltiples reinas reduce el comportamiento de búsqueda de alimento porque cada reina utiliza sus propias reservas de energía almacenada para alimentar a la cría. Al fundar la colonia pleometróticamente, las hormigas pueden formar nuevas colonias en zonas de alta densidad de colonias y hacerse con el control de los recursos de los alrededores más rápidamente. Algunos géneros de hormigas, como Azteca, usan las obreras adicionales al principio de la formación de la colonia para monopolizar y tomar el control de los recursos cercanos a la colonia, impidiendo así que otras colonias conespecíficas adquieran esos recursos.
Esta estrategia permite a las colonias pleometróticas monopolizar el área y matar de hambre a las colonias competidoras. La fuerza adicional de obreras en las colonias pleometróticas también permite incursiones de cría más grandes y efectivas en colonias conespecíficas, lo que ayuda adicionalmente a superar a las colonias competidoras. 
Un aspecto clave para fundar una colonia en un área de alta densidad de colonias es ser capaz de producir una fuerza de obreras rápida y eficientemente para no morir de hambre o ser robadas de cría de otras colonias causando inanición. Al participar en la pleometrosis las reinas aumentan sus posibilidades de supervivencia más allá de las primeras etapas de formación de la colonia debido al aumento de la fuerza de las obreras producida por múltiples individuos reproductores. La colonia puede controlar mejor los recursos de su entorno y competir eficazmente con otras colonias.

## Costos y beneficios de la pleometrosis

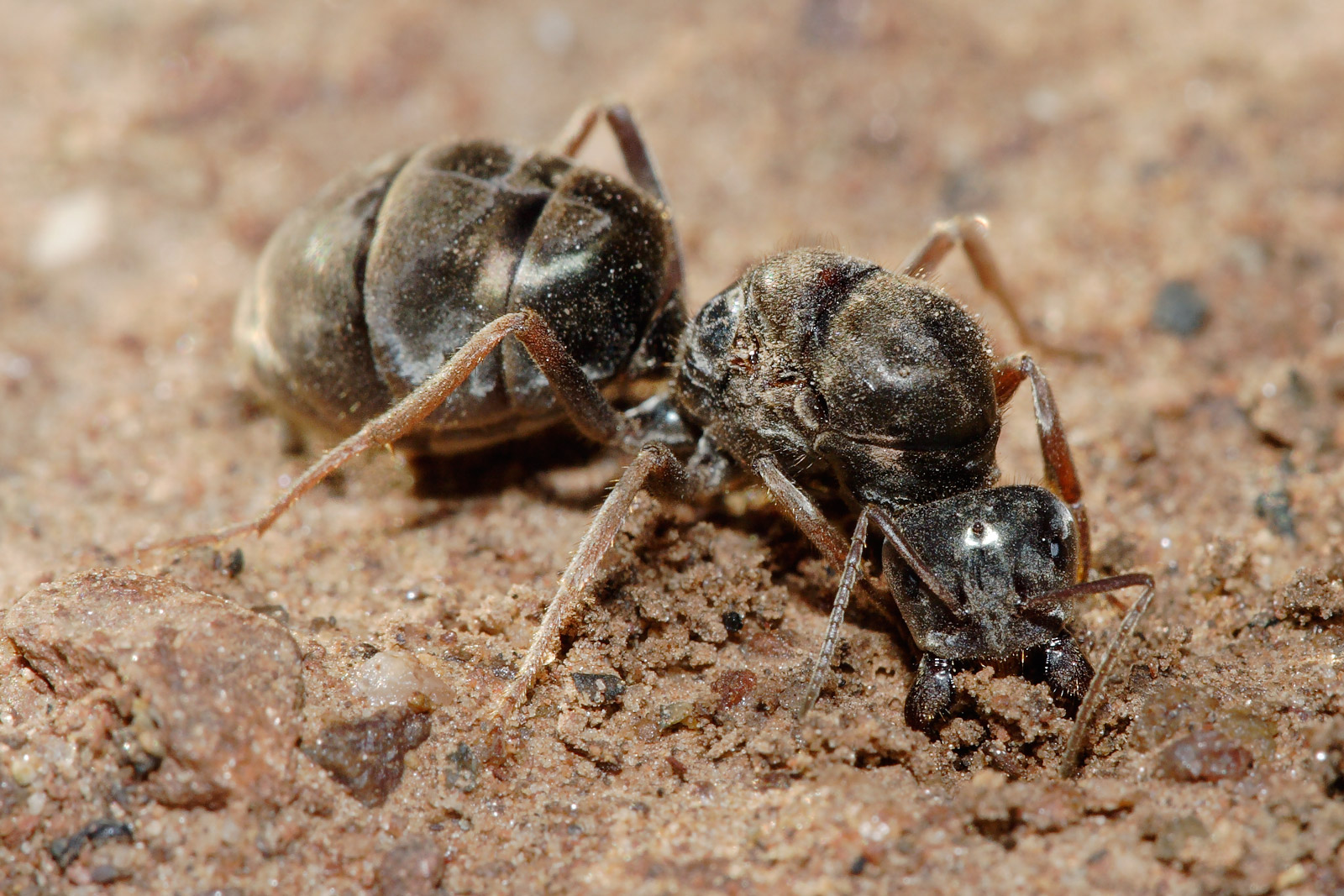
Hormiga reina creando un agujero para la formación de una colonia

La pleometrosis es necesaria para sobrevivir a la competencia entre colonias en zonas de alta densidad y recursos limitados, pero la mayoría de las colonias pleometróticas se reducen a una reina antes de las fases reproductivas del crecimiento de la colonia. Así que esto sugiere que una reina tiene más posibilidades de sobrevivir y reproducir descendencia si forma una colonia con otras reinas aunque eventualmente pueda ser expulsada o muerta por la competencia entre colonias.
El riesgo de ser superada por una reina con-específica dentro de la propia colonia debe ser menor que el riesgo de morir a causa de otras colonias de insectos. Así que en zonas de alta densidad de colonias o zonas de recursos limitados donde la competencia entre colonias es alta, la selección para la pleometrosis es mayor porque la probabilidad de supervivencia en una colonia pleometrótica es mayor.
A medida que aumenta el número de reinas en una colonia pleometrótica, disminuyen las posibilidades de que cada una de las reinas se convierta en la reina dominante de la colonia, pero aun así las presiones de selección eligen la pleometrosis frente a la haplometrosis Dependiendo de la especie de hormiga y de las presiones de selección de la colonia, hay varias formas de que una reina se convierta en la única reina dominante de la colonia y obtenga todos los beneficios de una colonia pleometrótica.
Las reinas que normalmente resultan dominantes en las colonias pleometróticas ponen más huevos, tienen ovarios bien desarrollados y no se involucran en comportamientos de búsqueda de comida. Las hormigas obreras incluso juegan un papel a la hora de decidir si una reina se convertirá en el individuo dominante en algunas especies, alimentando a la reina que es la más fértil más que a otras reinas del nido.
Las reinas también se involucran en actos de dominación para afirmar su dominio sobre el nido, como el canibalismo de las crías de otras reinas. Cuando la reina más fértil del nido decide desafiar directamente a otra reina, suele ser la reina inicial la que gana y toma el control de la colonia, convirtiéndola en una colonia de una sola reina.
Los beneficios de la pleometrosis en ciertas situaciones superan los costes para las reinas, independientemente de la competencia entre colonias que provoca. Así, ha ido evolucionando hasta producirse en zonas de alta densidad de competencia entre colonias.

## Fundación de colonias por pleometrosis en hormigasAzteca
Las hormigas azteca forman colonias en los entrenudos de los árboles de Cecropia, nativa de México y Sudamérica. El árbol proporciona a las hormigas alimento y refugio, y las hormigas protegen al árbol de otros insectos, entablando así una relación mutualista. Las reinas forman colonias excavando en el nudo intermedio del árbol y sellando el orificio de entrada con células de parénquima, tras lo cual empiezan a poner huevos para producir la primera cría.
Las reinas que deciden participar en la pleometrosis pueden ver fácilmente el orificio rellenado y lo masticarán rápidamente para unirse a la reina compañera en el nudo intermedio. Las colonias que se forman en estos árboles intentan competir con otras colonias monopolizando primero los recursos del árbol. Al formar una colonia pleometrótica en un árbol de Cecropia, las reinas pueden producir obreras más rápidamente y hacerse primero con el control de los recursos del árbol, superando así a otras colonias.
Sin embargo, las interacciones sociales entre las reinas de una colonia pleometrótica varían según la especie de Azteca. En las especies de Azteca xanthochroa, que son más agresivas, las colonias pleometróticas trabajan juntas para producir un mayor número de obreras al principio de la formación de la colonia, pero una vez que la colonia sale del nudo intermedio del árbol, las interacciones entre las reinas cambian.
Sin embargo, en las especies de A. constructor que son menos agresivas, una vez que las hormigas obreras abandonan el nudo intermedio para hacerse con el control de los recursos del árbol, varias reinas siguen cooperando entre sí durante un año. Las hipótesis sobre por qué las colonias de A. constructor se dedican a la cría cooperativa con varias reinas, podrían deberse a las similitudes en las habilidades de lucha de las reinas de A. constructor o a que las reinas de las colonias de A. constructor son muy parecidas.
Por el contrario, las colonias pleometróticas de A. xanthochroa se forman y cambian a colonias de una reina después de las primeras etapas de formación de la colonia. También hay ejemplos de colonias pleometróticas que se forman con múltiples especies de Azteca, sin embargo, cuando estas se forman, la especie más agresiva compite y mata a las otras reinas de la colonia una vez que las primeras etapas de formación han pasado.
La pleometrosis de especies mixtas es poco frecuente, pero ayuda a respaldar el hecho de que la mayoría de los insectos sociales que forman colonias pleometróticas no lo hacen para obtener beneficios relacionados con la selección del parentesco, sino para poder competir mejor que otras colonias en las primeras fases de desarrollo.